# Kestilä
Kestilä è stato un comune finlandese di 1 608 abitanti, situato nella regione dell'Ostrobotnia Settentrionale. È stato soppresso nel 2009 ed è ora compreso nel comune di Siikalatva